# 赛斯瓦勒
赛斯瓦勒（法語：Saisseval，法語發音：[sɛsval]）是法国上法蘭西大區索姆省的一个市镇，属于亚眠区。

## 地理
赛斯瓦勒（49°53'40"N, 2°6'45"E）面积7.32 平方千米，位于法国上法蘭西大區索姆省，该省份为法国北部沿海省份，北起加来海峡省和北部省，西接滨海塞纳省和大西洋英吉利海峡，南至瓦兹省，东临埃纳省。
与赛斯瓦勒接壤的市镇（或旧市镇、城区）包括：富德里努瓦、博韦勒、布里克梅尼勒-弗洛克西库尔、卡维永、皮基尼、瑟村。
赛斯瓦勒的时区为UTC+01:00、UTC+02:00（夏令时）。

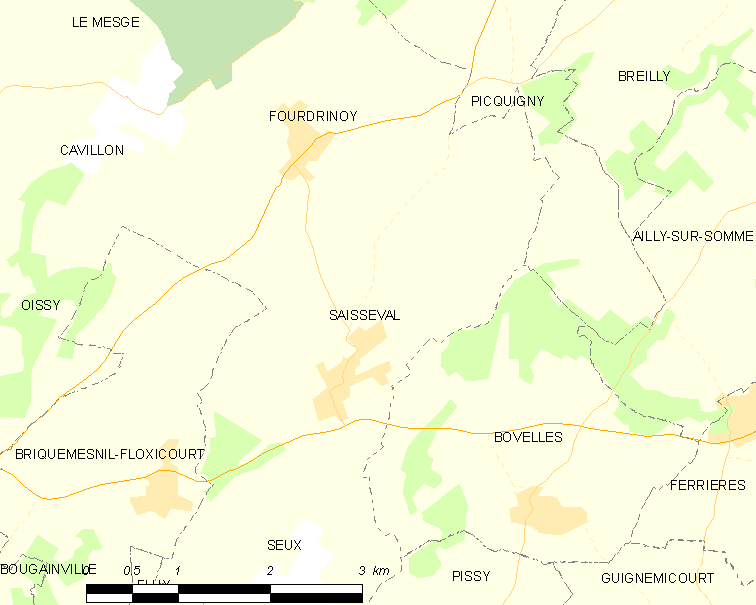
赛斯瓦勒的OSM定位图

## 行政
赛斯瓦勒的邮政编码为80540，INSEE市镇编码为80723。

## 政治
赛斯瓦勒所属的省级选区为索姆河畔阿伊县。

## 人口

1962-2008年间赛斯瓦勒人口变化图示

赛斯瓦勒于2022年1月1日时的人口数量为251人。